# Kismet (datorprogram)
Kismet är ett datorprogram för att söka efter trådlösa nätverk, spela in nätverkstrafik och upptäcka trådlösa datorintrångsförsök. Programmet använder datorns trådlösa nätverkskort för att samla in information. Den är en så kallad "passiv skanner", det vill säga att den inte behöver sända någon signal när den arbetar.  Programmet kan användas för wardriving.